# Пазарна икономика
Пазарната икономика е икономическа постройка, при която повечето от разпределянето на ресурсите става чрез взаимодействието между продавачи и купувачи на стоки и услуги. Тя често се противопоставя по смисъл на плановата икономика, при която икономическите регулации и/или разпределянето на ресурсите се определят централизирано (от изпълнителната власт).
Макар пазарната икономика често да се равнопоставя с чиста форма на капитализма, то това невинаги е вярно. Тя често позволява правителствена намеса с цел поправка на провал в пазарите. Ключовата разлика между пазарната и плановата икономика е именно количеството и най-вече начина за подобно вмешателство. Например, ако правителство се нуждае от определено количество стомана, то в пазарната икономика то ще събере средства чрез данъци и такси и ще купи продукта на пазарни цени, докато при класическото планово стопанство, правителството директно ще поръча производството на стоманата.
Точното количество и вид позволена правителствена намеса си остават спорни въпроси. Повечето поддръжници на пазарите вярват, че правителството има легитимна роля в определянето и налагането на правилата в пазарите. Дори по-спорен е въпросът за ролята на държавата в даването определена насока на икономиката и справянето с етичните въпроси, произтичащи от този вид социална постройка. Примери са появяването на неравностойни приходи за различни прослойки от обществото, протекционизма като национална политика, контрол върху финансовите пазари (чрез лихвените проценти) и други.

## Преминаване от планово към пазарно стопанство в страните от Съветския блок
През 80-те години на 20 век, повечето планови икономики в т.нар. социалистически лагер се опитват да поемат по пътя на преход към пазарна икономика. В Съветския съюз този процес е познат като перестройка, докато в китайската икономическа реформа целта е създаването на „социална пазарна икономика“, т.е. своеобразен вид пазарна планова икономика.
Спорен е въпросът доколко този процес на трансформация от планово към пазарно стопанство в повечето от бившите комунистически страни от Съветския лагер е успешен и най-вече справедливо извършен, т.к. в тези страни се наблюдава масово недоволство на гражданите от извършените „реформи“ и преразпределение на благата. Този процес се съчетава в някои от тези страни (предимно в страните от бившия СССР и България, но не само) с корупция и организирана престъпност (виж икономически грабеж).